# Bažantnice (Lázně Bělohrad)
Bažantnice je lázeňský lesopark v Lázních Bělohrad v okrese Jičín ve východních Čechách.
Park se nachází v rašelinné lokalitě a zaujímá plochu 51 ha. Na části plochy lesoparku a na navazujících loukách byla v roce 1998 vyhlášena přírodní památka Bělohradská bažantnice.
Kromě lesních porostů tu je zejména u hlavní vycházkové trasy řada jezírek a tůní (např. Černé jezero a Černé jezírko), které jsou pozůstatkem po těžbě rašeliny a slatiny pro lázeňské účely. Černému jezírku nazývanému též Hraběnčino vévodí ostrůvek se smírčím křížem z roku 1787. Příběh vypráví o hraběnce, která se tu při divoké jízdě utopila i s koněm. Realita je však taková, že křížek se původně nacházel u cesty k Uhlířům, ale překážel při stavbě silnice, a tak byl přemístěn.
Součástí parku jsou oba místní prameny: pramen Bažantnice i pramen Vita (dříve Annamariánský). Kromě dvou altánů s prameny se zde nachází hudební pavilon, ve kterém se o nedělích konají promenádní koncerty.
Po roce 1930 byl park Bažantnice rozdělen na dvě části. Hlavní část Bažantnice začínala u lázní, kde byla umístěna železná branka, která byla v průběhu letní sezony otevírána vždy přes den. Mimo sezónu zůstávala Bažantnice zavřená. Branek do parku bylo celkem pět: kromě té u lázní byly umístěny u vily Trdlicových, u Wagnerovy chalupy, u vchodu do druhé („nové“) Bažantnice a poslední na konci parku, odkud se pokračovalo dále k Byšičkám. Cesty byly každoročně na jaře vysypávány novým pískem. Později byl písek nahrazen asfaltem.
Další pramen, zvaný „Kolínko“, vyvěral ze stromu u východu k rybníku Pardoubku, další pramen osvěžoval návštěvníky tenisových kurtů vedle bývalé restaurace Bažantnice. Tato restaurace vzniklá z bývalé hájenky byla jedním z nejvýraznějších atributů Bělohradu.
Mimo sezónu byly obě části Bažantnice pro veřejnost uzavřeny. V zimní polovině roku do Bažantnice mohli jen pracovníci, kteří zde těžili a sváželi rašelinu. Ta se svážela malými vozíky po kolejničkách, které dokreslovaly kolorit parku. Poslední zbytky vedoucí přes silnici mezi lázněmi a parkem již byly také odstraněny. V minulosti byly po Bažantnici rozvěšeny ptačí budky, které byly vždy na jaře čištěny a kontrolovány. Mláďata byla kroužkována.
Parkem prochází žlutá a modrá turistická značka a naučná stezka Po stopách K. V. Raise.

## Prameny
Roku 1901 v bylo v Bažantnici vyhloubeno osm vrtů. Byly pojmenovány ženskými jmény (např. Terezie, Markéta).

### Annamariánský pramen
Nejvýznamnějším z pramenů byl sirnoželezitý pramen (železitá kyselka), který byl následně pojmenován jako Anna-Mariánský (též Annamariánský p., pramen Anna-Marie, Lví p. či kysibelka). Pramen získal speciální úpravu s výtokovou fontánkou s hlavou lva v umístěnou v altánu. Slavnostně zprovozněn byl na den sv. Anny v roce 1901. Tento vrt byl hluboký 52 m.
V roce 1930 byl původní dřevěný altán nahrazen větším novým altánem. Nějakou dobu nebylo možné kvůli mikrobiologickému znečištění vodu z pramene odebírat. V roce 2014 prameni požehnal místní farář Grzegorz Puszkiewicz za účasti starosty Pavla Šubra.
V roce 1956 byl proveden nový vrt asi 150 metrů východně od Annamariánského pramene. Teplota tamní vody je 11 °C a klíčový je obsah oxidu uhličitého v rozmezí 1000 až 1050 mg/l.

### Pramen Vita
V roce 2022 došlo k úpravě původního Annamariánského pramene s altánem a na jeho místě vznikl nově pojmenovaný pramen Vita. Obsahuje hydrogenuhličitano-sodno-hořečnato-vápenatou vodu. Svým složením je v Česku unikátní. Přináší pozitivní efekt u metabolického syndromu, hyperurikemie, diabetu II. typu a dny s kyselým pH moči či u hyperacidity žaludku. Voda z pramene rozpouští hleny, působí protizánětlivě a pomáhá neutralizovat žaludeční kyselinu. Pramen udržuje správa Lázní Bělohrad.
- Teplota: 11,7 °C
- Hloubka: 135 m
- Kyselost (pH): 6,38[9]

### Pramen Bažantnice
Pramen Bažantnice vznikl obnovou jednoho ze zmíněných uzavřených vrtů, a to v roce 2002. Ze dvou místních pramenů se nachází blíže lázeňskému komplexu, u tenisových kurtů. O pramen se stará správa lázní. Jedná se o kyselku s železitou příchutí. Obsah minerálních látek i oxidu uhličitého je oproti Annamariánskému prameni přibližně poloviční.

### Související stránky
- Lázně Bělohrad (Lázně)
- Lázně Bělohrad
- Bělohradská bažantnice